# جيمس ماثر
جيمس ماثر (بالإنجليزية: James Mather)‏ (و. 1750 – 1821 م) هو سياسي، من الولايات المتحدة الأمريكية، توفي عن عمر يناهز 71 عاماً.

## مناصب
تولى منصب mayor of New Orleans.